# Racomitrium depressum
Racomitrium depressum är en bladmossart som beskrevs av Lesquereux 1868. Racomitrium depressum ingår i släktet raggmossor, och familjen Grimmiaceae. Inga underarter finns listade i Catalogue of Life.